# Evangelium (budskap)
Evangelium (latin från grekiskans εύαγγέλιoν "goda nyheter", "glatt budskap" eller "glädjebud") eller evangeliet (i bestämd form), åsyftar (ofta i sammanfattning) – det kristna budskapet i Bibelns evangelium, så som det brukade uppfattas i den tidiga kyrkan. Fokus ligger på att Jesus Kristus dog för våra synder, att han uppstod på tredje dagen och att han tar emot "människorna" (var och en som, genom tro och bön, tar emot honom) i sitt eviga Rike.